# Standarpoäng
Standarpoäng (notera avsaknaden av bokstaven 'd') är ett begrepp inom svensk idrott, kanske framför allt friidrotten, där man delar ut poäng till deltagare i alla SM-tävlingar som går under året. De 6 första placeringarna ger 7, 5, 4, 3, 2, respektive 1 poäng (placering 1-6). Vitsen med dessa poäng är att kora årets bästa SM-klubb. SM-standaren instiftades för män redan 1910 och för kvinnor 1960. Bland SM-tävlingarna ingår "Stora" SM, Mångkamps-SM, Maraton-SM, Terräng-SM med flera. 